# Chi Địa liền
Chi Địa liền (tên khoa học Kaempferia) là một chi thực vật thuộc họ Gừng. Chúng thường được tìm thấy ở Trung Quốc, Ấn Độ, và Đông Nam Á.

## Lịch sử phân loại
Kaempferia được Carl Linnaeus công bố trong Species Plantarum năm 1753 với 2 loài là K. galanga và K. rotunda. Tên chi là để vinh danh nhà tự nhiên học người Đức Engelbert Kaempfer (1651-1716), người đã mô tả K. galanga dưới tên gọi wanhom trong Amoenitatum exoticarum năm 1712.
Phân loại đầu tiên để gộp các loài Kaempferia trong các đơn vị phân loại dưới cấp chi do Horaninow (1862) thực hiện. Ông chia Kaempferia thành 2 đơn vị phân loại không phân hạng là Soncorus và Protanthium. Soncorus được mô tả là ‘flores centrales’ (hoa trung tâm) và Protanthium là ‘flores praecoces, ante folia e caudice projecti’ (hoa sớm ra, trước khi có lá và nhô ra từ thân [rễ]). Horaninow  đặt Kaempferia galanga và 7 loài khác trong nhóm Soncorus (gồm K. galanga, K. marginata, K. latifolia, K. roscoeana, K. angustifolia, K. undulata, K. ovalifolia và K. pandurata) còn K. rotunda cùng 2 loài khác trong nhóm Protanthium (bao gồm K. rotunda, K. candida, K. diversifolia).
Bentham & Hooker (1883) coi các đơn vị phân loại không phân hạng của Horaninow là các tổ (sectio) và bổ sung tổ thứ ba là Stachyanthesis, trong đó họ đặt K. scaposa (nay là Curcuma scaposa) và K. rosea (nay là Siphonochilus kirkii).
Baker (1890) ghi nhận 22 loài, nâng cấp 3 tổ này thành 3 phân chi (Sincorus, Protanthium, Stachyanthesis) và bổ sung phân chi thứ tư là Monolophus (bao gồm K. siphonantha, K. elegans, K. macrochlamys, K. linearis, K. sikkimensis, K. secunda, K. parvula), hiện nay được coi là chi Monolophus hoặc Caulokaempferia (một nhóm tác giả Thái Lan bảo vệ quan điểm duy trì chi Caulokaempferia, trong khi những người khác công nhận chi Monolophus). Chi tiết cụ thể xem các bài về Monolophus và Caulokaempferia và xem các nguồn kèm theo: Duy trì Caulokaempferia; và duy trì Monolophus.
Cuối cùng, Schumann (1904)  công nhận phân chi thứ năm là Cienkowskia để chứa các loài ở châu Phi; hiện nay đã được tách ra thành chi Siphonochilus.
Kam (1980) chỉ ra rằng phân chi Sincorus bao gồm loài điển hình của chi, và vì thế phải có tên gọi là phân chi Kaempferia và tên gọi Sincorus là không hợp lệ. Bà tạm thời công nhận 3 nhóm như là các tổ của các loài châu Á là tổ Kaempferia (nhóm K. galanga), tổ Protanthium (nhóm K. rotunda) và tổ Stachyanthesis chỉ có một đơn vị phân loại là K. scaposa.

## Mô tả
Thân rễ mọng, dạng củ; rễ thường mang các củ nhỏ. Thân giả ngắn hoặc teo đi. Lá từ 1 đến một vài; lưỡi bẹ thường nhỏ hoặc không có; cuống lá ngắn; phiến lá từ gần tròn đến hình chỉ, đôi khi lốm đốm màu hoặc màu tía ở mặt xa trục. Cụm hoa đầu cành trên thân giả hoặc trên các chồi riêng biệt mọc từ thân rễ (khi xuất hiện trước thân giả), hình đầu, từ ít đến nhiều hoa sắp xếp kiểu xoắn ốc; lá bắc 1 hoa; lá bắc con nhỏ, đỉnh 2 thùy hoặc đôi khi 2 khe tới đáy. Đài hoa hình ống, chẻ 1 bên, đỉnh 2-3 răng không đều. Ống tràng dài bằng hoặc dài hơn nhiều so với đài hoa; các thùy tràng tỏa rộng hoặc uốn ngược, hình mác, gần bằng nhau. Nhị lép bên dạng cánh hoa. Cánh môi thường màu trắng hoặc màu tím hoa cà, đôi khi tô điểm bằng các màu khác nhau ở gần đáy, sặc sỡ, đỉnh 2 thùy đến 2 khe tới đáy. Chỉ nhị rất ngắn hoặc không có; mô liên kết kéo dài thành mào thò ra từ họng hoa, nguyên hoặc 2 khe. Bầu nhụy 3 ngăn. Quả nang hình cầu hoặc elipxoit; vỏ quả ngoài mỏng. Hạt gần hình cầu tới elipxoit; áo hạt xé rách.
Về mặt hình thái, Kaempferia rất giống với Boesenbergia và Scaphochlamys. Cả Kaempferia và Boesengergia đều có 1 hoa trong nách mỗi lá bắc, với 1-2 lá bắc con. Trái với kiểu sắp xếp lá bắc không phải 2 tầng và thường là với cánh môi phẳng và 2 thùy của Kaempferia, thì các lá bắc của Boesenbergia sắp xếp 2 tầng và cánh môi thường là hình túi với phần xa thường nguyên hoặc khía tai bèo và thường với ánh đỏ về phía đỉnh. Các đặc trưng này là đủ khác biệt để phân biệt hai chi này.
Các thân rễ của Kaempferia hoặc là có các thành phần mọng và ngắn hoặc là có các rễ ra củ mọng, trong khi các thân rễ của Scaphochlamys ít mọng, thường bò lan dài. Cụm hoa ngắn và cô đặc của Kaempferia bao gồm một hoa trong mỗi lá bắc. Kèm theo hoa hoặc là 1 lá bắc con 2 thùy chẻ sâu ít hay nhiều hoặc là 2 lá bắc con tách biệt và hẹp. Cánh môi 2 thùy chẻ sâu (trừ K. parviflora), mào bao phấn thường lớn và hình cánh hoa, chỉ nhị luôn luôn rất ngắn, trong khi các cụm hoa của Scaphochlamys bao gồm một vài hoa trong mỗi lá bắc; tuy nhiên, cánh môi không bao giờ là 2 thùy chẻ sâu như vậy, và chỉ nhị luôn luôn hiện diện.
Kaempferia cũng có liên quan đến Cornukaempferia về kiểu phát triển nói chung. Tuy nhiên, các loài Kaempferia luôn tạo ra mào bao phấn lớn, phẳng, hình cánh hoa, không bao giờ giống như Zingiber, như ở chi Zingiber. Ngoài ra, Kaempferia cũng có thể phân biệt được bằng các lá bắc con 2 thùy nhiều hay ít của nó và cánh môi 2 thùy, trong khi lá bắc con không có và cánh môi nguyên ở Cornukaempferia.

## Danh sách các loài
Danh sách 43 loài dưới đây lấy theo POWO, cộng 8 loài mô tả lần đầu tiên năm 2020.
- Kaempferia albiflora Jenjitt. & Ruchis., 2020. Thái Lan.
- Kaempferia alboviolacea Ridl., 1921. Việt Nam (D'Ran, Lâm Đồng).
- Kaempferia angustifolia Roscoe, 1807. Từ miền đông Ấn Độ, Bangladesh, Đông Himalaya, Sumatra, Thái Lan, Việt Nam. - Thiền liền lá hẹp
- Kaempferia aurora Noppornch. & Jenjitt., 2020. Thái Lan.
- Kaempferia attapeuensis Picheans. & Koonterm, 2009. Lào, Campuchia.
- Kaempferia caespitosa Noppornch. & Jenjitt., 2020. Thái Lan.
- Kaempferia champasakensis Picheans. & Koonterm, 2008. Lào, Việt Nam.[22]
- Kaempferia chayanii Koonterm, 2008. Lào.
- Kaempferia cuneata Gagnep., 1905. Việt Nam.
- Kaempferia elegans Wall., 1830. Borneo, Hoa Nam, Myanmar, Thái Lan, Việt Nam. Có thể có ở Philippines. - Ngải chúa
- Kaempferia evansii Blatt., 1931. Miền nam Ấn Độ.
- Kaempferia fallax Gagnep., 1903 không Lingelsh. & Borza, 1914. Lào, Thái Lan, Việt Nam. - Cẩm địa đối
- Kaempferia filifolia K.Larsen, 1962. Thái Lan.
- Kaempferia fissa Gagnep., 1903. Lào.
- Kaempferia galanga L., 1753. Từ Ấn Độ tới tây nam Trung Quốc và Đông Dương. Du nhập vào đông nam Trung Quốc, Đài Loan, quần đảo Sunda Nhỏ, Malaysia bán đảo, Maluku, Philippines, Sri Lanka. - Địa liền, Tam nại, Sơn nại
- Kaempferia gigantiphylla Picheans. & Koonterm, 2009. Lào.
- Kaempferia gilbertii W.Bull., 1882. Myanmar.
- Kaempferia glauca Ridl., 1899. Thái Lan.
- Kaempferia graminifolia Noppornch. & Jenjitt., 2018. Thái Lan.
- Kaempferia grandifolia Saensouk & Jenjitt., 2001. Thái Lan.
- Kaempferia harmandiana Gagnep., 1907. Campuchia, Lào, Việt Nam.
- Kaempferia kamolwaniae Picheans., Meechonkit & Wongsuwan, 2020. Thái Lan.
- Kaempferia koontermii Prasarn, Wongsuwan & Picheans., 2015. Thái Lan.
- Kaempferia koratensis Picheans., 2011. Thái Lan.
- Kaempferia laotica Gagnep., 1907. Lào, Thái Lan.
- Kaempferia larsenii Sirirugsa, 1989. Thái Lan.
- Kaempferia lopburiensis Picheans., 2010. Thái Lan.
- Kaempferia maculifolia Boonma & Saensouk, 2020. Thái Lan.
- Kaempferia mahasarakhamensis Saensouk & P.Saensouk, 2019. Thái Lan.
- Kaempferia nemoralis Insis., 2020. Campuchia.
- Kaempferia noctiflora Noppornch. & Jenjitt., 2017. Thái Lan.
- Kaempferia ovalifolia Roxb., 1820. Myanmar.
- Kaempferia parviflora Wall. ex Baker, 1890. Đông nam Bangladesh, Campuchia, Myanmar, Thái Lan.
- Kaempferia pascuorum Insis., 2020. Lào.
- Kaempferia philippinensis Merr., 1915. Philippines (Luzon).
- Kaempferia phuphanensis Saensouk & P.Saensouk, 2019. Thái Lan.
- Kaempferia picheansoonthonii Wongsuwan & Phokham, 2013. Thái Lan.
- Kaempferia pulchra Ridl., 1899. Miền nam Thái Lan tới miền bắc Malaysia bán đảo.
- Kaempferia purpurea J.Koenig, 1783. Thái Lan (Phukhet).
- Kaempferia roscoeana Wall., 1829. Myanmar, Thái Lan.
- Kaempferia rotunda L., 1753. Tiểu lục Ấn Độ tới Hoa Nam, Đông Dương. Du nhập vào Costa Rica, Cuba, Cộng hòa Dominica, Java, Malaysia bán đảo, Sri Lanka. - Cẩm địa.
- Kaempferia saraburiensis Picheans., 2011. Thái Lan.
- Kaempferia sawanensis Picheans. & Koonterm, 2009. Lào.
- Kaempferia siamensis Sirirugsa, 1989. Thái Lan.
- Kaempferia simaoensis Y.Y.Qian, 1995. Miền nam Vân Nam, Thái Lan.
- Kaempferia sisaketensis Picheans. & Koonterm, 2009. Thái Lan.
- Kaempferia spoliata Sirirugsa, 1989. Thái Lan.
- Kaempferia takensis Boonma & Saensouk, 2020. Thái Lan.
- Kaempferia udonensis Picheans. & Phokham, 2013. Thái Lan.
- Kaempferia undulata Teijsm. & Binn., 1831. Java.
- Kaempferia xiengkhouangensis Picheans. & Phokham, 2013. Lào.